# Love, daisies and troubadours
Love, daisies and troubadours es el 21er episodio de la serie de televisión norteamericana Gilmore Girls.

## Resumen del episodio
Rachel se va de Stars Hollow, convencida de que Luke está enamorado de Lorelai. Él lo niega, sin embargo, Rachel no cambia de parecer y le advierte que no espere mucho tiempo para decirle a Lorelai que él la quiere. Un segundo trovador aparece en el pueblo, pero el primero que había reclama que lo declaren trovador oficial de Stars Hollow y Taylor lo hace, aunque en la reunión Rory expresa algo sobre los trovadores y su deseo de hacer música, algo que pensaba quizás expresar a Dean. Y antes, ella había ido a buscarlo a Doose's y a su casa, pero no había podido hablarle. Lorelai y Max tienen una discusión sobre Luke, pues él estaba en casa de Lorelai haciendo unas reparaciones. Max pregunta si hay algo entre ellos porque sintió química; Lorelai lo niega y luego de la discusión, él le pide matrimonio. Ella afirma que sólo lo hace para salir de la pelea. Al día siguiente, Lorelai se ve invadida en la posada por mil margaritas, y Max la llama para decirle que quiere casarse con ella. En Chilton, Tristan le miente a Paris diciendo que irá con Rory a un concierto; Paris, Madeleine y Louise se molestan con Rory y ella con Tristan por haber mentido. Dean llega a la escuela y los ve juntos, pero cuando Rory le dice que ella lo ama, ambos se reconcilian finalmente.

## Curiosidades
- A primera vista, parece que hubiera más de 1000 margaritas, pese a lo que dijo Kirk.
- En la escena del pasillo cuando Rory descubre la caja con las cosas de Dean en el clóset, y Lorelai intenta tranquilizarla porque piensa que estallará en cólera, puede verse parte del micrófono boom en la parte superior izquierda de la pantalla.

- Datos: Q11689666